# Норико Ишибаши
Норико Ишибаши (јап. 石橋 紀子) бивша је јапанска фудбалерка.

## Репрезентација
За репрезентацију Јапана дебитовала је 1989. године. За тај тим одиграла је 3 утакмице и постигла је 1 гол.

## Статистика
| Јапан  | Јапан | Јапан |
| Год.   | Ута.  | Гол.  |
| ------ | ----- | ----- |
| 1989   | 1     | 1     |
| 1990   | 0     | 0     |
| 1991   | 2     | 0     |
| Укупно | 3     | 1     |